# Kaufungen
Kaufungen település Németországban, Hessen tartományban. Lakosainak száma 12 752 fő (2023. december 31.).

## Népesség
A település népességének változása:
| Lakosok száma | 12 792 | 12 414 | 12 459 | 12 519 | 12 629 | 12 764 | 12 752 |
|               | 2005   | 2015   | 2017   | 2019   | 2021   | 2022   | 2023   |